# Nibok
Nibok este un district din Nauru cu 460 locuitori și o suprafață de 1,6 km².